# Cas Gescartera
El Cas Gescartera va ser un escàndol financer ocorregut en Espanya en 2001, en el qual van desaparèixer uns 20.000 milions de pessetes (més de 120 milions d'euros) i que va registrar més de 2000 afectats, incloent mutualitats públiques, fundacions, ONG, congregacions religioses, i empreses públiques.

## Història
Gescartera era una Societat Gestora de Carteres (SGC) creada en 1992. En 1999, la Comissió Nacional del Mercat de Valors (CNMV) va sancionar Gescartera amb una multa de caràcter greu per resistir-se a ser inspeccionada. La sanció, per valor de set milions de pessetes, no es va fer pública. El 13 de juliol de 2000 la CNMV va autoritzar la seva conversió en Agencia de Valors (AV).
El 14 de juny de 2001 la CNMV va decidir intervenir Gescartera per la impossibilitat de conèixer la situació econòmico-financera i la destinació dels fons dels seus clients.
El fiscal va considerar que durant els 9 anys de l'activitat, Gescartera es va dedicar a realitzar activitats per lucrar-se defraudant als seus clients, desviant aquests fons cap a societats de constitució fraudulenta per així fer-los seus.
Després de la instrucció de la jutgessa Teresa Palacios, el judici oral va començar el 17 de setembre de 2007 amb 14 imputats, entre ells Antonio Camacho Friaza president de la companyia, 46 acusacions i uns 120 testimonis.
L'Audiència Nacional va publicar la sentència el 27 de març de 2008 i va condemnar a 11 anys de presó -vuit pel delicte d'apropiació indeguda i 3 per falsedat documental- a l'amo de l'agència de valors Gescartera, Antonio Camacho Friaza i a 3 anys a la seva presidenta, Pilar Giménez-Reyna, en aquell temps germana del llavors Secretari d'Estat d'Hisenda Enrique Giménez-Reyna.
En 2012 l'AN obliga a pagar 12,2 milions a Caja Madrid més els interessos reportats des del dia que es va intervenir Gescartera.
En 2012 el Tribunal Suprem del Regne d'Espanya absol a l'assessor fiscal Julio Rodríguez Gil, al propietari d'Asesoría y Gestión de Patrimonios (AGP), Aníbal Sardón, i als dos treballadors de La Caixa, José Alfonso Castro Mayoral y Miguel Carlos Prats.